# Onur Balkan
Onur Balkan (İzmit, 10 maart 1996) is een Turks wielrenner in 2022 reed voor Sakarya BB Pro Team.

## Carrière
In 2015 wist hij zes UCI-overwinningen te behalen, waarmee hij na Ahmet Örken de Turk met de meeste overwinningen was. Daarnaast won Balkan drie puntenklassementen en een bergklassement en nam hij deel aan de eerste Europese Spelen.
In 2016 nam Balkan deel aan de wegwedstrijd op de Olympische Spelen in Rio de Janeiro, maar reed deze niet uit.
In 2022 werd Balkan per 28 juni geschorst wegens een positieve test op EPO, deze schorsing liep tot en met 27 juni 2025.

## Overwinningen
2013
 Turks kampioen tijdrijden, Junioren
 Turks kampioen op de weg, Junioren
2014
 Turks kampioen tijdrijden, Junioren
 Turks kampioen op de weg, Junioren
2015
1e etappe Ronde van Çanakkale
Puntenklassement Ronde van Çanakkale
2e etappe Ronde van Mersin
2e etappe Ronde van de Zwarte Zee
Puntenklassement Ronde van de Zwarte Zee
2e en 3e etappe Ronde van Ankara
Puntenklassement Ronde van Ankara
Bergklassement Ronde van Mevlana
2e etappe Ronde van Aegean
2016
2e etappe Ronde van Marokko
 Turks kampioen op de weg, Elite
2018
2e en 3e etappe Ronde van de Middellandse Zee
Eindklassement Ronde van de Middellandse Zee
Puntenklassement Ronde van Cartier
4e etappe Ronde van Mesopotamië
Eindklassement Ronde van Mevlana
 Turks kampioen op de weg, Elite
9e etappe Ronde van het Qinghaimeer
3e etappe Ronde van Cappadocië
5e etappe Ronde van Roemenië
Jongerenklassement Ronde van Roemenië
2019
Grand Prix Justiniano Hotels
3e etappe Ronde van Mesopotamië
2e en 3e etappe Ronde van de Zwarte Zee
Eind- en puntenklassement Ronde van de Zwarte Zee
Ronde van Ribas
Grand Prix Velo Erciyes
2e etappe Ronde van centraal Anatolië
2e etappe Ronde van Kayseri
Eindklassement Ronde van Kayseri
Ronde van Fatih Sultan Mehmet
2020
 Turks kampioen op de weg, Elite
2021
Grand Prix Mediterrennean
 Turks kampioen op de weg, Elite
2022
5e etappe Ronde van Sharjah
Grand Prix Gazipaşa

## Ploegen
- 2018 –  Torku Şekerspor
- 2019 –  Salcano Sakarya BB Team
- 2020 –  Salcano Sakarya BB Team
- 2021 –  Salcano Sakarya BB Team
- 2022 –  Sakarya BB Pro Team

Acar · Akdilek · Atalay · Bakırcı · O. Balkan · S. Balkan · Balykin · Dilek · Örencik · Özgür · Raileanu · Şamlı